# حميدة البربرية
حُمَیدَة المشهورة بحمیدة المُصَفّاة، حمیدة البَربَریّة، وحمیدة اُلأنْدُلُسیة، من مواليد 100 هجري وتوفيت عام 165 هجري هي زوجة جعفر الصادق وأم موسى الكاظم، وكانت جارية اشتراها محمد الباقر لكي يزوجها لولده الصادق. كان لها من الأولاد: الكاظم وإسحاق وفاطمة. يقع قبرها في مشربة أم إبراهيم الواقعة في منطقة العوالي شرقي مقبرة البقيع، ويوجد في جوارها قبر نجمة أم علي الرضا.

## اسمها ولقبها
نقلت المصادر أنَّ اسمها حَمِیدَة أو حُمَیدَة، ولما سُئِلَ محمد الباقر عن اسمها قال: حميدة، وسُميت أيضاً بـ: حميدة البربرية، وحميدة الأندلسية. ومن ألقابها التي لقبها بها جعفر الصادق (المصفاة)، وذُكرت لها ألقاب أخرى وهي: لؤلؤة، والمهذّبة، وسیدة الإماء.

## منزلتها
وردت عدة روايات شيعية في بيان منزلتها كقول محمد الباقر فيها: حميدة في الدنيا محمودة في الآخرة، وقول الصادق عنها:
| حميدة البربرية | حميدة مصفاة من الأدناس كسبيكة الذهب ما زالت الأملاك تحرسها حتى أدت إليَّ كرامة من الله لي والحجة من بعدي. | حميدة البربرية |

كانت السيدة حميدة من نساء أهل البيت فقد كانت فقيهة؛ ولذلك كان جعفر الصادق يُرجع النساء لها من أجل أخذ الفتيا منها في الأحكام الشرعية، وكان يبعث والدته أم فروة وزوجته حميدة المصفاة لقضاء حقوق أهل المدينة ولذلك اهتم علماء الشيعة بالروايات الواردة عن حميدة المصفاة.
ذكرت المصادر الحديثية لحميدة روايات، ومنها في باب حج الأطفال، وفي شهادة الصادق.

## أولادها
ذكرت الكتب الشيعية أنَّ الباقر اشترى حميدة المصفاة بسبعين ديناراً من نخّاس من أهل البربر، من أجل تزويجها لولده الصادق .
روي عن أبي بصير في أنَّ ولادة الكاظم كانت في أحد أسفار الصادق إلى الحج ففي منطقة الأبواء أرسلت حميدة للإمام الصادق رسولاً عندما ظهرت عليها آثار المخاض، فذهب إلى خيمتها، وعندما رجع كان مبتسماً، وقال: سلّمها الله وقد وهب لي غلاماً وهو خير من برأ الله من خلقه، ثم ذكر أنَّ حميدة أخبرته أنَّه عندما ولد موسى الكاظم كان واضعاً يديه على الأرض رافعاً رأسه إلى السماء، فأخبرها أنَّ ذلك أمارة رسول الله وأمارة الوصي من بعده.
وذكر المجلسي: إنَّ لحميدة من الأولاد: الكاظم، إسحاق، وفاطمة.

## تزويج ابنها موسى
ذكرت بعض الروايات أنَّ حميدة عندما اشترت نجمة رأت في المنام رسول الله يقول لها:
| حميدة البربرية | يا حميدة هي نجمة لابنك موسى فإنه سيولد له منها خير أهل الأرض | حميدة البربرية |

فوهبتها للكاظم، وقالت له:
| حميدة البربرية | يا بني إنَّ تكتم جارية ما رأيت جارية قط أفضل منها، ولست أشك أنَّ الله تعالى سيظهر نسلها إن كان لها نسل. | حميدة البربرية |